# الحويد الاسفل (مناخة)

تعديل مصدري - تعديل

الحويد الاسفل هي إحدى قرى عزلة حصبان بمديرية مناخة التابعة لمحافظة صنعاء، بلغ تعداد سكانها 25 نسمة حسب تعداد اليمن لعام 2004.